# 컨벤션 센터
컨벤션 센터(Convention center)는 컨벤션을 하는 장소이다.

## 사진

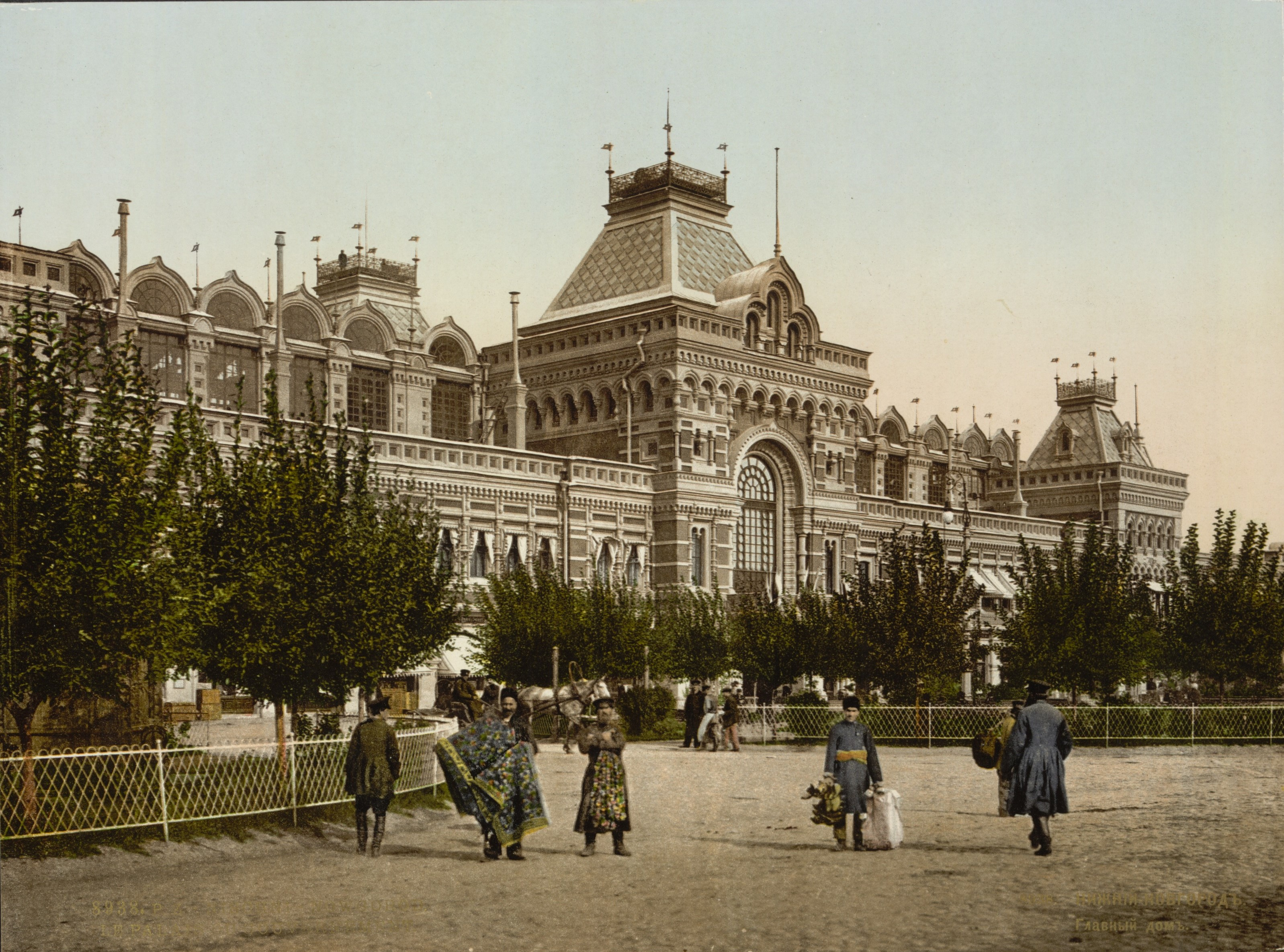
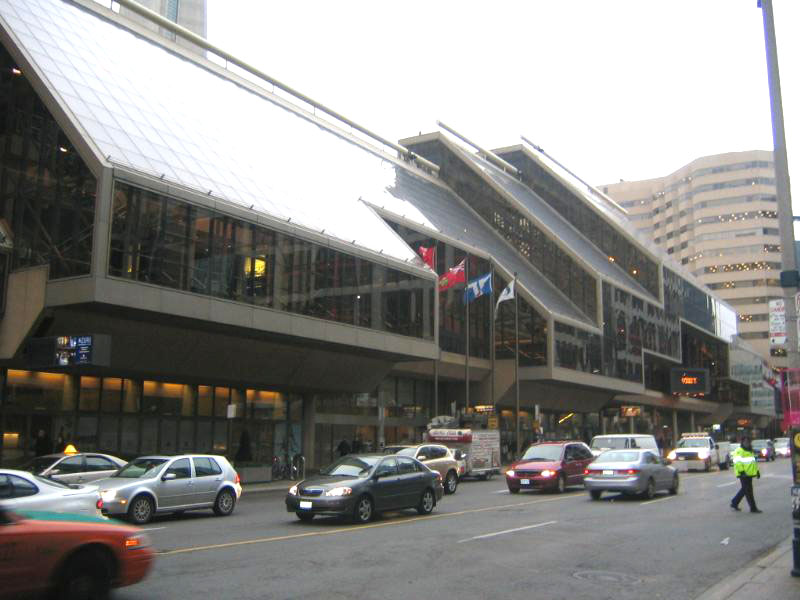
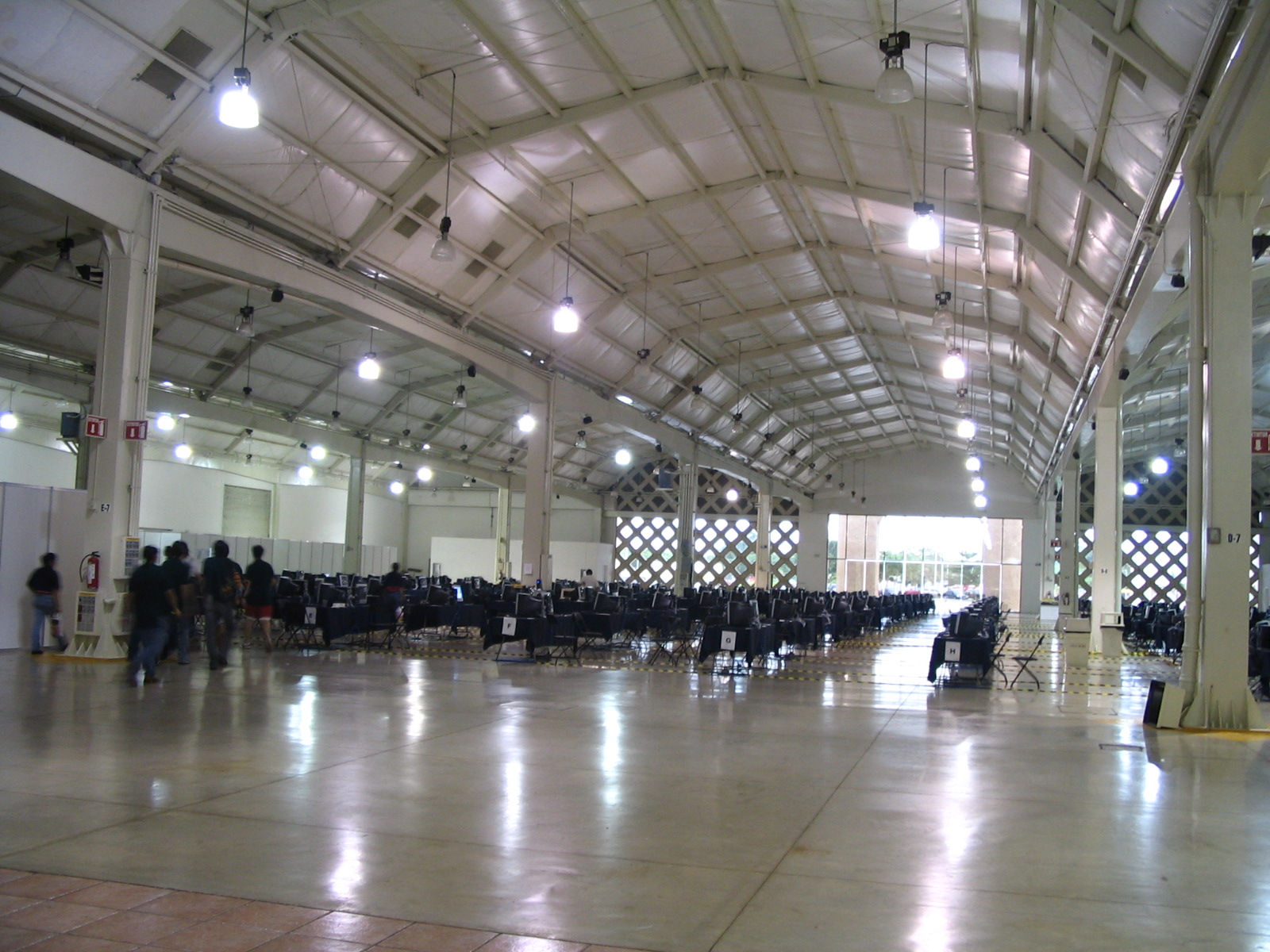
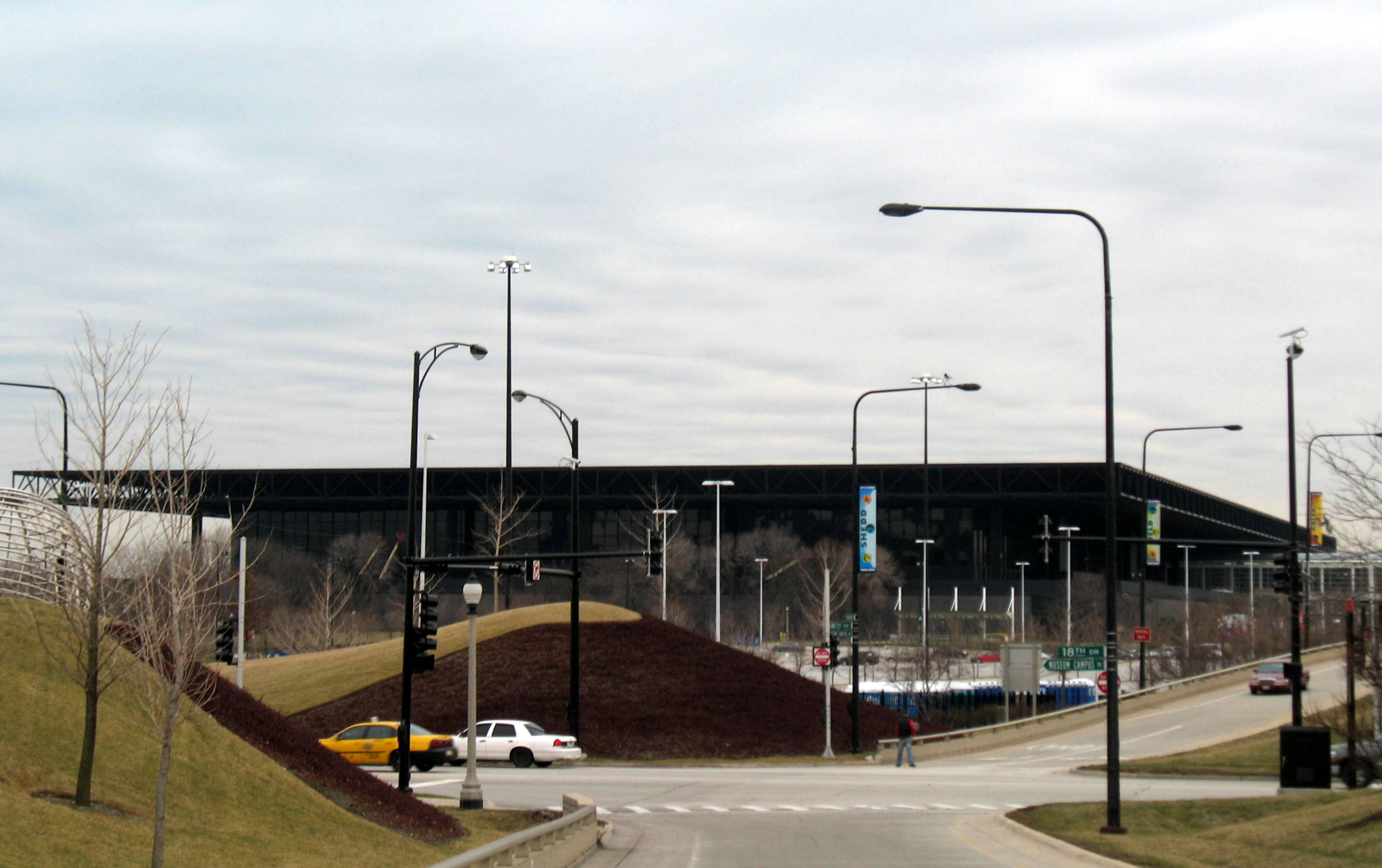
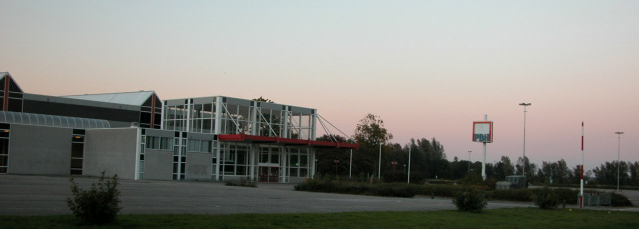
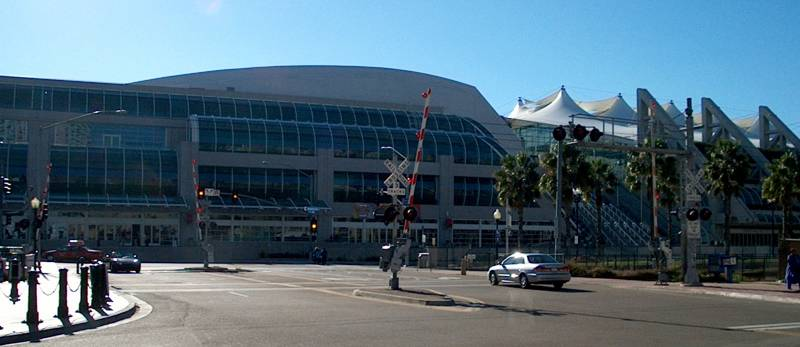
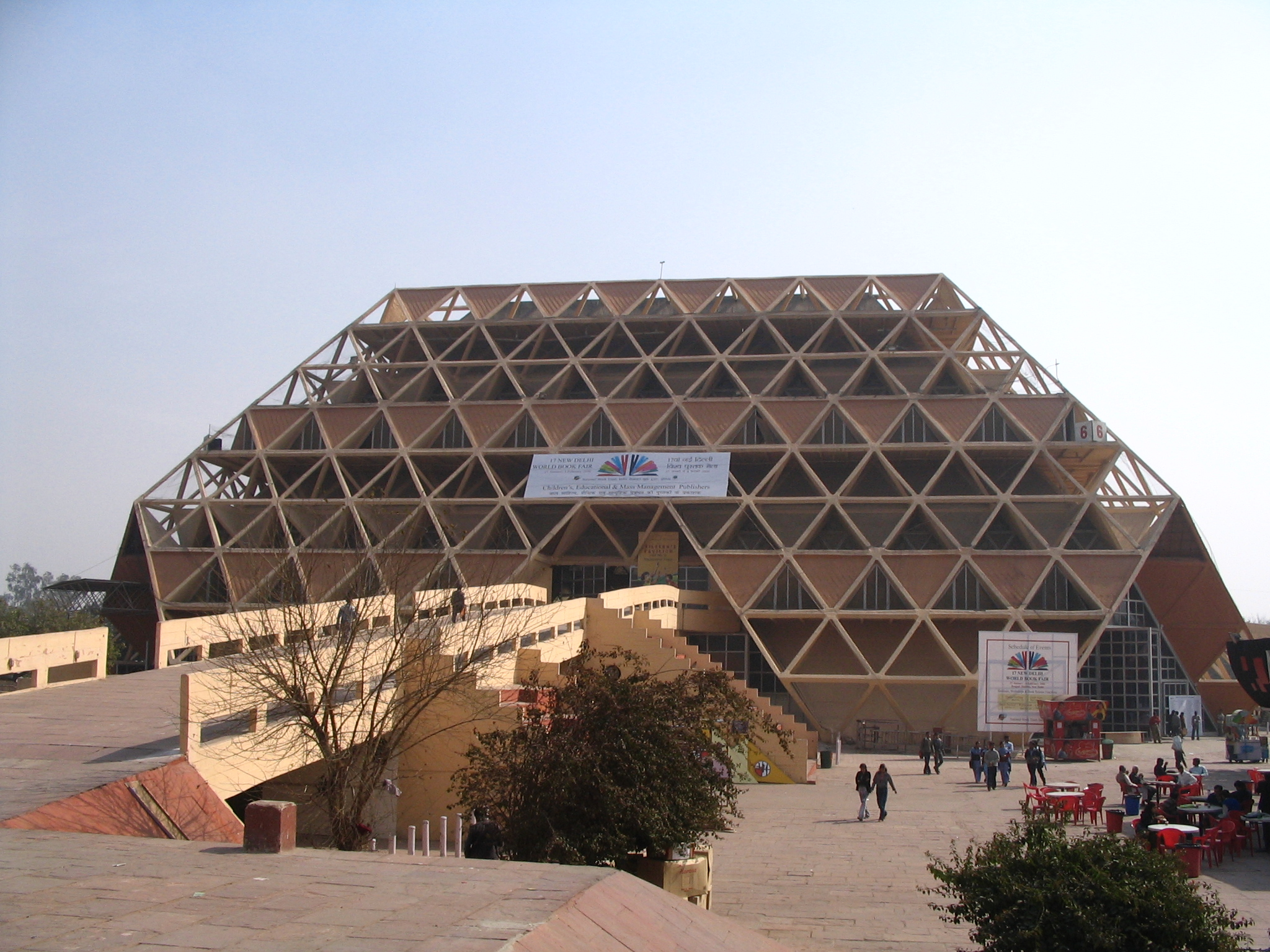
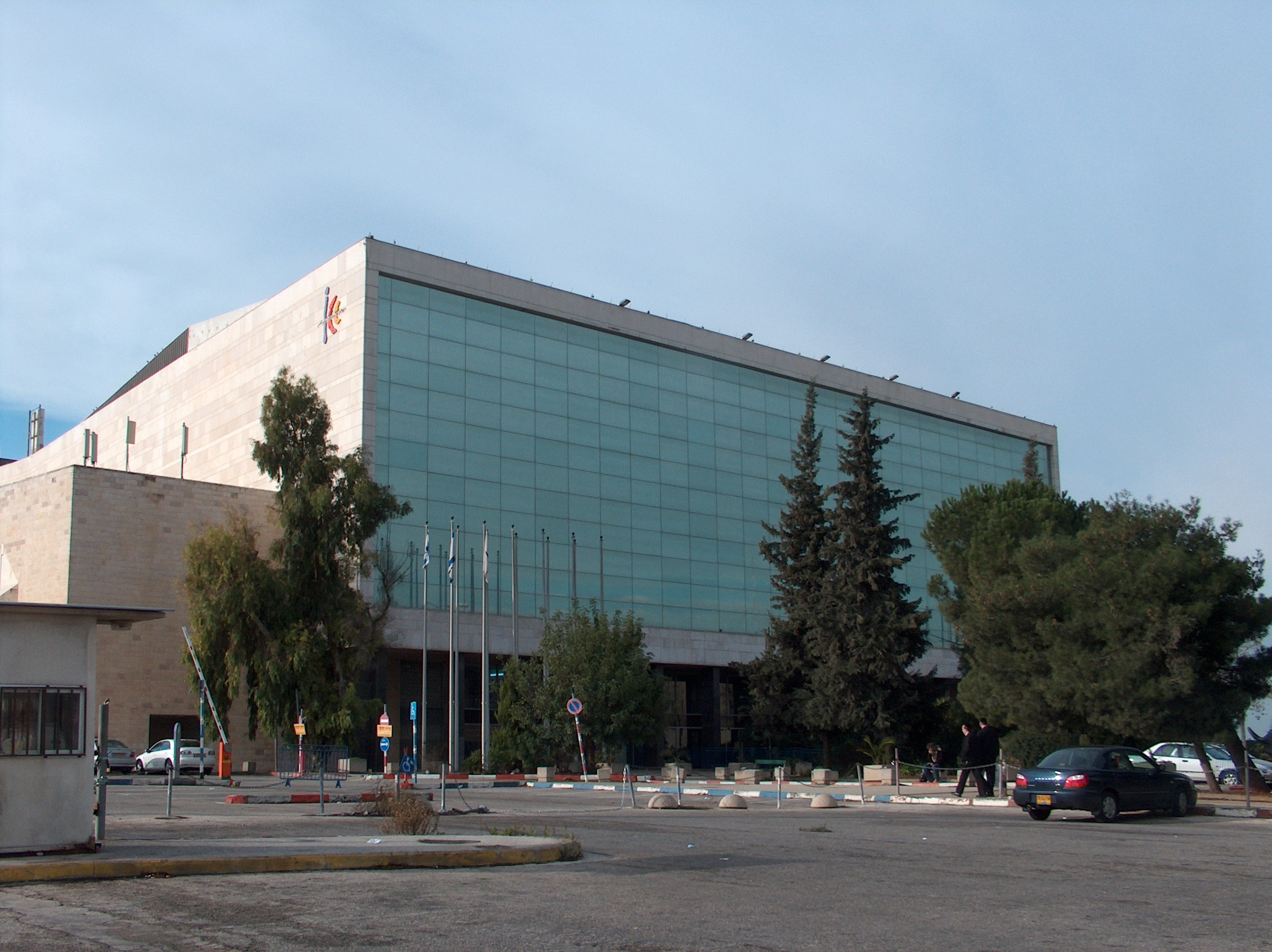
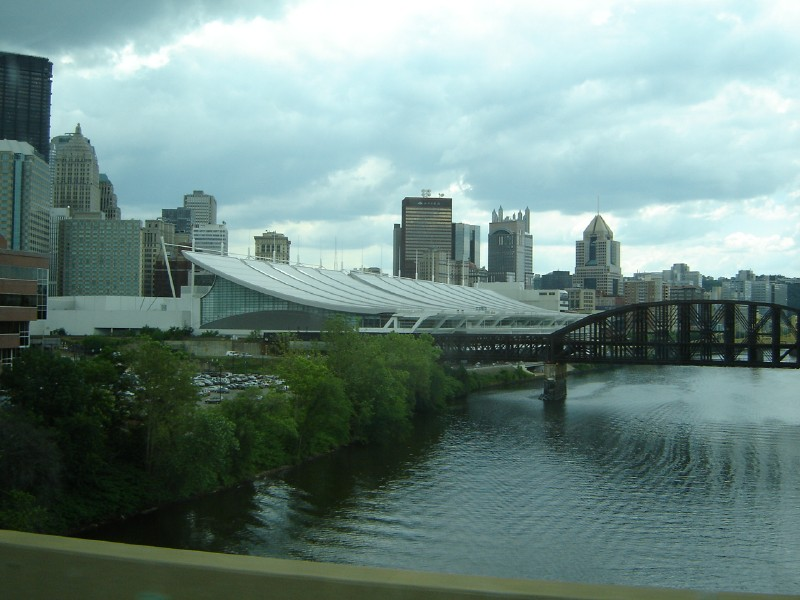
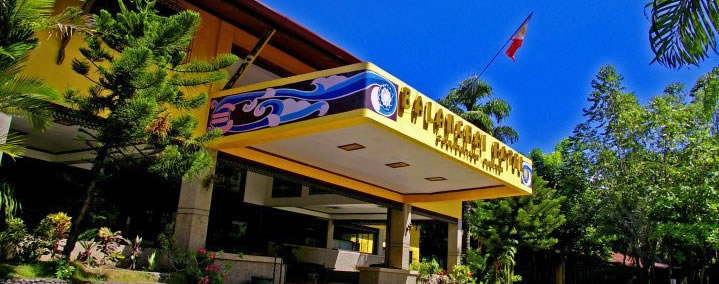
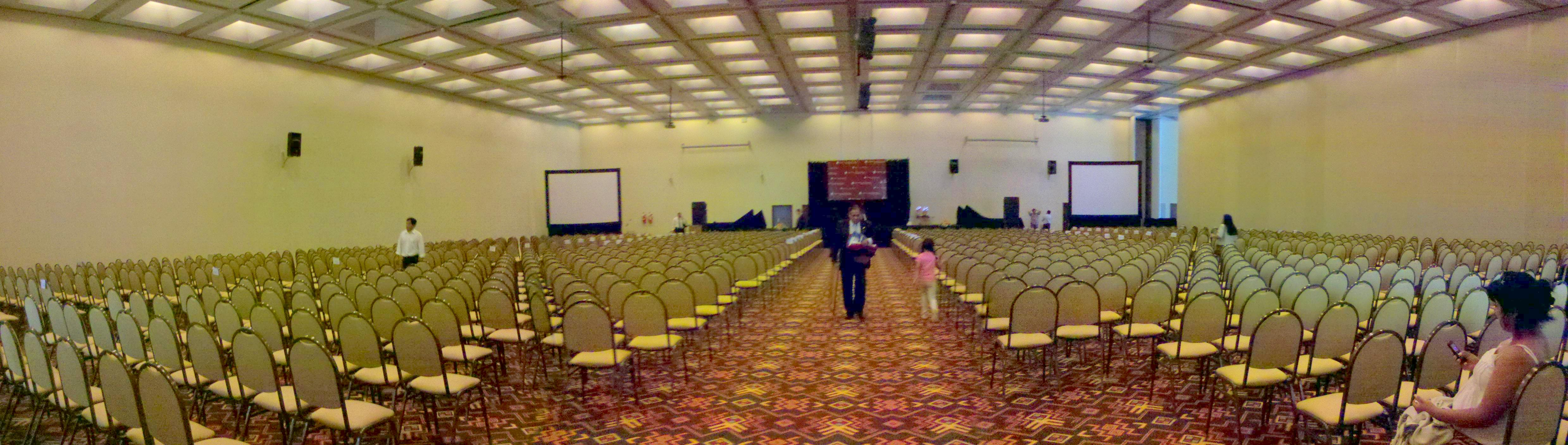
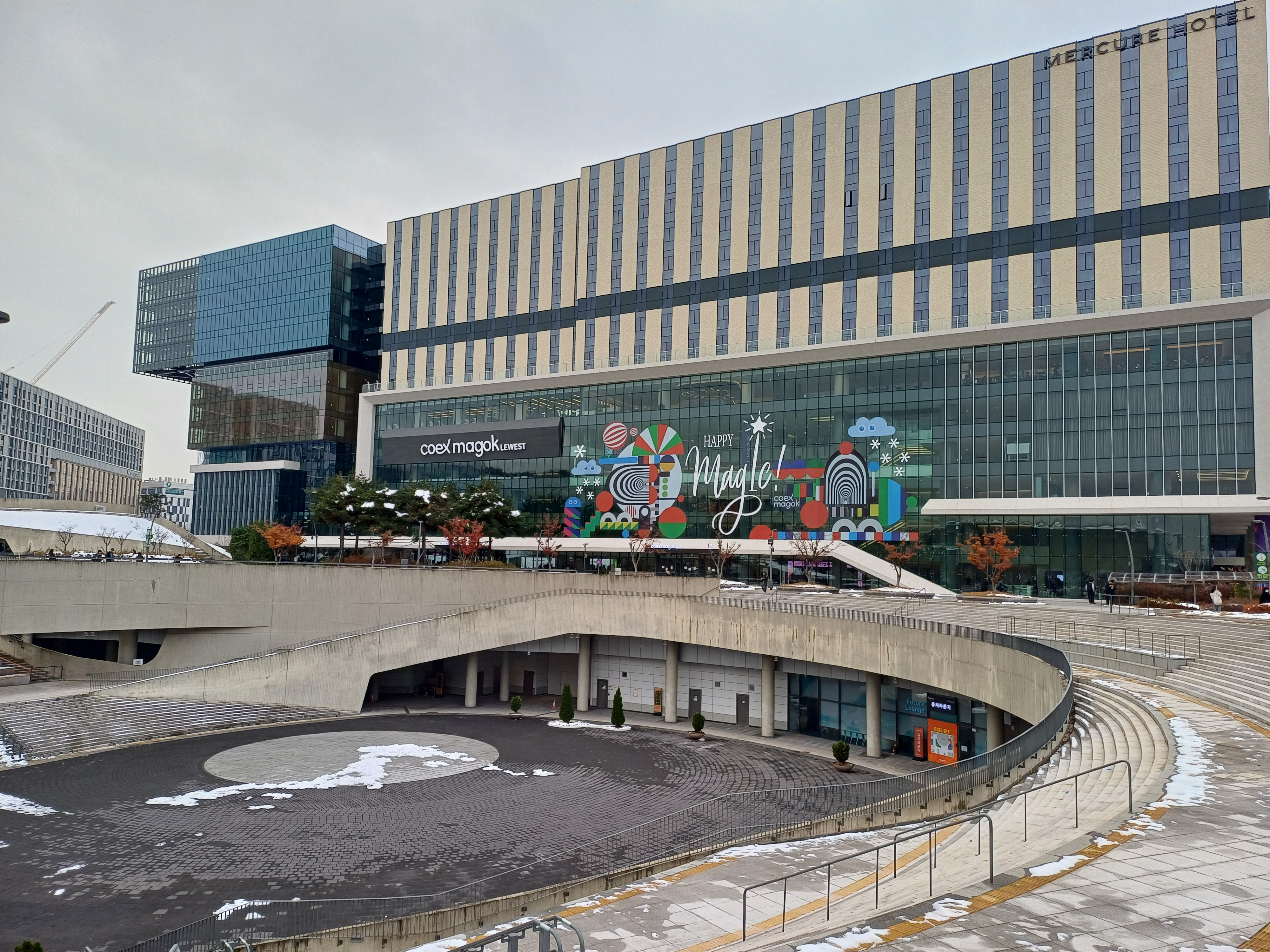

## 같이 보기
- 스타디움